# Mörk jordstjärna
Mörk jordstjärna (Geastrum coronatum) är en svampart som beskrevs av Pers. 1801. Mörk jordstjärna ingår i släktet jordstjärnor och familjen jordstjärnor.  Arten är reproducerande i Sverige. Inga underarter finns listade i Catalogue of Life.